# Norma Jean Wants to Be a Movie Star
Norma Jean Wants to Be a Movie Star is een single van John Collins Cunningham. Norma Jean bleef een eendagsvlieg. Cunningham kwam uit de stal van de muziekproducenten Dennis Lambert en Brian Potter. Die namen met hem een beperkt aantal singles op, die nauwelijks verkochten. Verdere inkomsten kreeg Cunningham uit het schrijven voor anderen, waaronder countryzanger Glen Campbell en zijn comebackplaat Rhinestone Cowboy. Die plaat werd ook door Lambert en Potter geproduceerd.
Norma Jean is de werkelijke naam van Marilyn Monroe. Het lied is te horen in de film Goodbye, Norma Jean uit 1976. Sundown Company zong het nummer toen voor een week de Billboard Hot 100 in (plaats 84).

## Hitnotering

### Nederlandse Top 40
| Positie: | 30 | 17 | 12 | 10 | 12 | 31 | uit |

### NederlandseNationale Hitparade
| Positie: | 27 | 16 | 10 | 17 | 17 | uit |

### BelgischeBRT Top 30
| Positie: | 13 | 8 | 19 | uit |

### VlaamseUltratop 30
| Positie: | 12 | 10 | 15 | uit |

### NPO Radio 2 Top 2000
| Nummer met noteringen in de NPO Radio 2 Top 2000 | '99  | '00  | '01  |
| ------------------------------------------------ | ---- | ---- | ---- |
| Norma Jean Wants to Be a Movie Star              | 1996 | 1974 | 1887 |

1. ↑  Een vetgedrukt getal geeft de hoogste notering aan.
2. ↑  Deze tabel is bijgewerkt tot en met de laatste editie (2024).